# Spanplafond

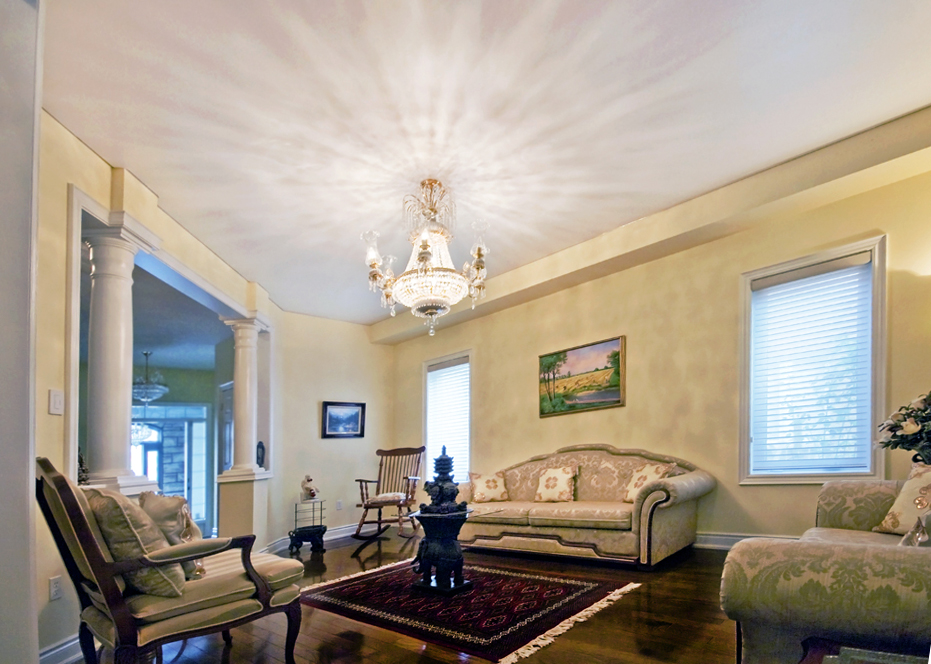
Een kamer met spanplafond

Een spanplafond is een vals plafond van strak gespannen kunststofdoek dat op maat wordt gemaakt. Het kan onder een bestaand plafond worden aangebracht.
Spanplafonds bestaan meestal uit een op een raamwerk gespannen doek van pvc of polyester. Een plafond in pvc wordt met behulp van warmte (40-60 graden) gespannen en opgespannen in profielen en al dan niet afgesneden naargelang het soort systeemprofiel. Een polyester spanplafond is door de installateur op maat gesneden en wordt gespannen op kamertemperatuur. De profielen van beide types plafond (pvc of polyester) kunnen zichtbaar of verdekt zijn en worden bevestigd tegen het bestaande plafond of de muren. Een pvc spanplafond is afwasbaar, hoeft niet te worden geschilderd en is demonteerbaar. De nadelen zijn het risico van beschadiging door scherpe voorwerpen, mogelijke verkleuring en de beperkte mogelijkheid om na plaatsing nog aan te passen (bijvoorbeeld lichtpunten).

## Soorten spanplafonds.
Op basis van het materiaaltype worden folie-spanplafonds (PVC) en stoffen spanplafonds onderscheiden. Folie-spanplafonds worden bevestigd met behulp van harpoen-, wig- en clipmethoden.

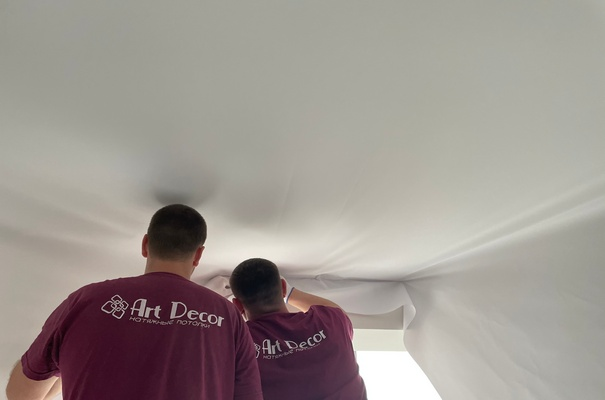
Stoffen spanplafonds onderscheiden

Afhankelijk van de bevestigingsmethode worden bevestigingssystemen onderverdeeld in harpoen- en harpoenloze bevestigingssystemen. 
Het harpoenbevestigingssysteem bestaat uit een PVC-plaat waarop met een speciale machine rondom de omtrek een harpoen wordt gelast. Vervolgens wordt het spanplafond in het profiel gemonteerd en met speciaal gereedschap vastgezet. Tegenwoordig is dit systeem het meest betrouwbaar. Er zijn echter wel aanvullende versieringen nodig, zoals sierlijsten, PVC-inzetstukken of sierranden.
Het harpoenvrije bevestigingssysteem is gebaseerd op het bevestigen van een spanplafond zonder harpoen. Een spanplafond wordt met dit systeem met een speciale lijm bevestigd.